# 双峰三棱箱鲀
双峰三棱箱鲀（学名：Tetrosomus concatenatus）为輻鰭魚綱魨形目鱗魨亞目箱鲀科三棱箱鲀属的鱼类，俗名海鸟、海麻雀、风车鱼、海牛、禾雀。分布于印度洋及西太平洋、西南可达好望角、东南可达新南威尔士沿岸、东北可达日本南部的骏河湾、三崎及长崎以及自台湾到海南岛沿岸均习见等，属于热带地区的底层海鱼，棲息深度可達50公尺，棲息在沿岸的礁石區或泥底質水域，單獨行動，其内脏有毒性。该物种的模式产地为Adult。